# Wāqwāq
Ne doit pas être confondu avec Waq-Waq.
Wāqwāq (ワークワーク, Wākuwāku) est un manga de Ryu Fujisaki prépublié dans le magazine Weekly Shōnen Jump en 2004 et 2005 au Japon. Il a ensuite été publié en quatre volumes dans sa version reliée en 2005 et trois dans une seconde version brochée en 2008 et 2009.

## Synopsis
Wāqwāq est un monde où les humains ont le sang noir. Ils vivent dans des villages isolés, par crainte des machines qui parcourent ce monde désertique telles des bêtes sauvages. Sept gardiens luttent contre les machines. Ce sont des humains accompagnés de leur Gojin-zō (護神像), des machines spéciales qui fusionnent avec les gardiens pour leur procurer des pouvoirs surnaturels. Une légende raconte que ce monde a été créé par un dieu au sang rouge, et que celui-ci reviendra pour sauver les humains des machines. Lors de l'attaque d'un village où il se trouve avec son père, un des sept gardiens, par un monstre gigantesque formé de machines. Son père se sacrifie pour le détruire, et sauve une jeune fille au sang rouge, Matsuda. Shio prends alors la succession de son père en tant que gardien.

## Personnages

### Protagonistes
Shio
Shio (シオ) est le héros de l'histoire. Il a 12 ans et porte un vêtement orange à capuche avec des lunettes intégrées. Ses cheveux sont aussi orange avec une crête bleue. Il a un cœur tendre et innocent, et il prie pour le repos des machines qu'il détruit.
Matsuda
Matsuda (松田) est une fille japonaise transportée dans ce monde. Elle est considérée comme un dieu par Shio car elle a le sang rouge, mais est détestée par les habitants du village no 7 qui la tiennent pour responsable de la destruction de leur village.

### Les sept gardiens et leur Gojin-zō
Chaque gardien possède son propre Gojin-zō qui lui fourni une capacité spéciale, dont la puissance est proportionnelle à la volonté du gardien à réaliser son vœux.
Shio
Shio est le gardien no 4. Son vœux est de ne pas se battre et son Gojin-zō s'appelle Armati (アールマティ, Ārumati). La capacité de celui-ci est de dévorer, il est par exemple capable d'absorber un lac en entier.
Kalf
Kalf (カーフ, Kāfu) est le gardien no 5. Son vœux est d'obtenir plus de puissance et son Gojin-zō s'appelle Khshathra (クシャスラ, Kushasura). La capacité de celui-ci est de créer des clones de lui-même.
Leo
Leonardo Hediard (レオナルド・エディアール, Reonarudo Ediāru) est le gardien no 3. Son vœux est de faire disparaître ses migraines dues aux machines et son Gojin-zō s'appelle Asha (アシャ). La capacité de celui-ci est le feu.
Dreksar
Dreksar (ドレクセル, Dorekuseru) est le gardien no 7. Son vœux est d'être le maître du monde et son Gojin-zō s'appelle Ameretat (アムルタート, Amurutāto). La capacité de celui-ci est les plantes.
Allan
Allan Eames (アラン・イームズ, Aran Īmuzu) est le gardien no 2. Son vœux est de parcourir le monde et son Gojin-zō s'appelle Vohu Manah (ウォフ・マナフ, Wofu Manafu). La capacité de celui-ci est une arme constituée de deux boomerangs.
Nor
Nor (ノール, Nōru) est le gardien no 6. Son vœux est de guérir son frère atteint d'une maladie aux jambes, les transformant petit à petit en machines. Son Gojin-zō s'appelle Haurvatat (ハルワタート, Haruwatāto) et sa capacité est l'eau.
Yoki
Yoki (ヨキ) est le gardien no 1. Son vœux est de tuer le dieu au sang rouge et son Gojin-zō s'appelle Spenak Manyu (スプンタ・マンユ, Supunta Manyu). La capacité de celui-ci est la métamorphose.

### Les Sages
Yoki
Yoki est aussi le sage au sang noir.
Koto
Koto (コト) est le sage au sang rouge. Il ressemble à une ombre noire.
Kiku
Kiku (キク) est le sage des machines.

### Autres
Pura
Pura (プラ) est un petit robot ami avec Shio et Matsuda.
Fran
Fran Frank (フラン・フランク, Furan Furanku) est un habitant du village no 6. Il voyage avec Shio après l'avoir rencontré et utilise avec plus ou moins de succès des techniques ninjas qu'il tire d'un ancien livre (qui est en réalité un manga).
Al Idorīshi
Al Idorīshi (アル・イドリーシ, Aru Idorīshi) est le père de Shio. Il se fait tuer au début de l'histoire par un monstre constitué d'un amas de machines.

## Liste des volumes

### Version reliée
| no | Japonais       | Japonais          |
| no | Date de sortie | ISBN              |
| --- | -------------- | ----------------- |
| 1 | 5 janvier 2005 | 978-4-0887-3766-9 |
| Titre du tome : Le Ciel et le Dieu d'Owasu en parfait équilibre (天国とは神様のおわすことなり, Tengoku to ha Kamisama no Owasu Koto Nari)Liste des chapitres : Chapitres 1 à 7 |                |                   |
| 2 | 4 mars 2005    | 978-4-0887-3785-0 |
| Titre du tome : Les trois sages (参賢者, San Kenja)Liste des chapitres : Chapitres 8 à 16                                                                                      |                |                   |
| 3 | 2 mai 2005     | 978-4-0887-3811-6 |
| Titre du tome : Nous aurons l'immortalité (不滅なる利益者達, Fumetsu Naru Rieki Shatachi)Liste des chapitres : Chapitres 17 à 25                                               |                |                   |
| 4 | 4 juillet 2005 | 978-4-0887-3846-8 |
| Titre du tome : Désirs accomplis (願い叶いし, Negai Kana Shi)Liste des chapitres : Chapitres 26 à 34                                                                           |                |                   |

### Version brochée
| no | Japonais         | Japonais          |
| no | Date de sortie   | ISBN              |
| -- | ---------------- | ----------------- |
| 1  | 18 novembre 2008 | 978-4-0861-8841-8 |
| 2  | 12 décembre 2008 | 978-4-0861-8842-5 |
| 3  | 16 janvier 2009  | 978-4-0861-8843-2 |